# Reuven Feuerstein
Pour les articles homonymes, voir Feuerstein.
ראובן פוירשטיין
Reuven Feuerstein, né le 21 août 1921 à Botoșani, en Roumanie, et mort le 29 avril 2014 en Israël, est un pédagogue israélien.

## Éducation et premières découvertes pédagogiques
Né en 1921, Reuven Feuerstein s'installe en Palestine mandataire en 1945. De 1945 à 1948, il donne des cours à des enfants juifs européens et nord africains, enfants de survivants de l'Holocauste ou éprouvés par la Seconde Guerre mondiale. Il éprouve alors la limite des tests psychologiques reposant sur le "quotient intellectuel", ou QI, qui donnaient des résultats très bas pour ces enfants qui avaient été privés pendant des années de toute expérience au niveau humain. En travaillant avec eux, il prend conscience de leur immense potentiel d'apprentissage. Il retourne alors en Europe pour poursuivre et terminer ses études de psychologie, interrompues par la 2de guerre mondiale, et termine en 1970 sa thèse en Psychologie du développement à l'Université de la Sorbonne, à Paris.

## Travaux pédagogiques
La pédagogie de Reuven Feuerstein repose sur l'idée fondamentale que l'intelligence humaine peut être modifiée et qu'à tout âge, « il est possible de faire obstacle aux limites biologiques en changeant le comportement d'un individu. » Dès le début de son activité de pédagogue, Reuven Feuerstein pose le postulat intuitif de la possibilité de changement de structure du cerveau, modifiant par là même sa structure interne et dépassant des limites "génétiques".  
Il a travaillé entre autres avec le psychologue, biologiste et logicien Jean Piaget, mais la conception de Piaget lui a semblé rapidement trop limitative. En effet, pour Piaget, la modifiabilité est limitée à certaines périodes : par exemple, les analogies ne peuvent pas, selon lui, être comprises avant 11 ans.[réf. nécessaire]
Ce postulat de la possible modification de la structure du cerveau à tout âge, ou modifiabilité cognitive structurale, est le fondement de toute la réflexion développée par Feuerstein sur le potentiel d'apprentissage, et de ses travaux avec des enfants atteints de diverses pathologies (syndrome de Down ou Trisomie 21, etc.). 
La méthode pédagogique qu'il a développée à partir de ce postulat est centrée sur le concept de médiation, ou l'idée d'"apprendre à apprendre". La médiation est l'action d'un tiers sur une personne pour l'aider à mieux fonctionner sur le plan intellectuel.  
À partir de là, il a élaboré entre autres deux outils :
- Une méthode d'évaluation du potentiel d'apprentissage, appelée le LPAD (Learning potential assessment device ou Système d'évaluation du potentiel d'apprentissage[5]). Contrairement aux tests psychologiques classiques, cette méthode d'évaluation peut être passée en présence d'un médiateur qui aide la personne à comprendre les questions posées.
- Un programme de formation, le "programme d'enrichissement instrumental "[3], qui a pour objectif de développer le potentiel d'apprentissage des personnes. Ce programme a  permis d'obtenir d'excellents résultats avec des élèves en graves difficultés qui pouvaient au terme de quelques années intégrer des classes normales[3].

### La médiation
La médiation est une interaction relationnelle qui s'inscrit dans un environnement prenant en compte un sujet apprenant, un objet, une tâche, un médiateur, une situation d'apprentissage. Elle s'organise autour de l'acte d'apprendre. Pour Feuerstein, le meilleur médiateur est « celui qui ressent le besoin de donner un enseignement qui se projette dans le futur. Il présentera donc les objets et les faits de son passé de manière qu'ils soient acceptés, mais feront partie intégrante de la vie de l'enfant pour être ensuite, à la fin, transmis aux générations futures ». Il ajoute qu'« il est très difficile d'indiquer comme étant des médiateurs valables des individus qui n'ont pas fait des choix de valeurs ». 
Reuven Feuerstein a defini 12 critères définissant la médiation.

### Centres diffusant la méthode
Il a créé en 1992 à Jérusalem le Centre de développement du potentiel d'apprentissage (ICELP),.Plusieurs centres appliquent le programme d'enrichissement expérimental et sont reconnus par l'International Centre for Enhancement of Learning Potential de Jérusalem.
Les principes de Feuerstein ont été intégrés dans la formation des enseignants au Venezuela).